# 440 av. J.-C.
Cette page concerne l'année 440 av. J.-C. du calendrier julien proleptique.

## Événements
- 22 janvier (13 décembre 441 du calendrier romain) : début à Rome du consulat de C. (Quintus) Furius Pacilus Fusus et Manius Papirius Crassus[1].
- Famine à Rome[2].
- Début de la révolte de Samos contre Athènes, provoquée par une rivalité avec Milet pour la possession de Priène. Milet, qui a le dessous, fait appel à Athènes. Périclès intervient avec 40 navires, renverse le gouvernement oligarchique de Samos, prend des otages et laisse une garnison. Aidés par le satrape perse Pissouthnès, les oligarques reviennent en force, libèrent leurs otages et livrent les Athéniens aux Perses. Byzance s’associe à la défection, tandis que Samos espère l’intervention de la flotte phénicienne et l’appui des Péloponnésiens. Athènes mettra huit mois à réduire la révolte. Elle envoie 200 navires. Après une victoire navale remportée sur des forces supérieures en nombre, Périclès assiège Samos. Il part avec près de la moitié de sa flotte pour surveiller l’arrivée d’une éventuelle escadre phénicienne. Les Samiens l’emportent alors sur les Athéniens, ce qui leur permet de se ravitailler pour soutenir un long siège (fin en 439 av. J.-C.)[3].
- À la mort de Doukétios[4], Syracuse impose rapidement sa domination aux  Sicules.
- Le roi Kao de la dynastie Zhou 周考王 monte sur le trône (fin de règne en 426 av. J.-C.)[5].

## Naissances en -440
- Wu Qi 吴起, stratège chinois.
- Lysias, orateur athénien.
- Andocide

## Décès
- Doukétios, roi des Sicules
- Parménide d'Élée, philosophe grec.
- Le peintre Polygnote (né v. -500).